# Gabriele Falloppio
Gabriele Falloppio (n. 1523 - d. 9 octombrie 1562) (în latină, Fallopius, altă variantă Fallopio) a fost unul dintre cei mai mari anatomiști și medici ai secolului al XVI-lea. Alături de Bartolomeo Eustachio, Andreas Vesalius și Realdo Colombo, poate fi considerat întemeietorul anatomiei ca știință modernă.

## Biografie
S-a născut la Modena. Deși aparținea unei familii de nobili, dificultățile financiare îl determină să intre în rândul clerului, astfel că în 1542 devine preot canonic la catedrala din orașul natal.
Studiază medicina la Ferrara (o universitate de prestigiu în acea epocă), fiind un student eminent, iar în 1552 obține titlul de doctor. În perioada 1548 - 1551, este profesor de anatomie la Ferrara și la Universitatea din Pisa, Girolamo Fabrizio fiind unul din studenții săi străluciți.
Apoi urmează studii de chirurgie și farmacie la Universitatea din Padova. În 1551, este invitat de Cosimo I, ducele Toscanei să preia catedra de anatomie și chirurgie a Universității din Padova, succedându-l pe marele anatomist Realdo Colombo.
În 1561 i se oferă postul de profesor de medicină la Universitatea din Bologna dar, din păcate, se stinge din viață prematur, la numai 39 de ani.

## Contribuții
Studiile sale au vizat în primul rând anatomia. Descrie cu mare exactitate:
- urechea: timpanul, fereastra ovală, vestibulul, cohleea, canalele semicirculare;
- aparatul reproducător al ambelor sexe; descrie ceea ce mai târziu se vor numi trompele lui Fallopio (canalele care unesc ovarul cu uterul), studiază placenta;
- glandele care secretă: bila, urina, lichidul seminal;
- canalul prin care trece nervul facial după separarea de nervul auditiv, numit ulterior aquæductus Fallopii.

De asemenea Faloppio a fost unul dintre cei mai mari chirurgi ai epocii, punând la punct noi proceduri chirurgicale.
Și problemei sifilisului i-a acordat atenție, fiind unul dintre primii specialiști în această boală venerică, care la începutul secolului al XVI-lea se făcea simțită în Europa. Falloppio recomandă, pentru prevenirea acestei boli, folosirea prezervativului, fiind considerat descoperitorul acestui dispozitiv.
Falloppio a tratat numeroase personalități din Florența și Roma, printre pacienții săi celebri numărându-se o serie de membri ai autorităților venețiene și fratele papei Iulius al III-lea, Baldovine del Monte.

### Atitudini și controverse
Falloppio dezaprobă multe din ideile lui Aristotel și Galenus, mai ales modului cum erau interpretate. Ca și Andreas Vesalius se opune scolasticii sterile și speculative prin concepții moderne bazate pe observație științifică. Astfel se explică interesul pentru anatomie. Într-o epocă umbrită încă de obscurantismul medieval, Falloppio a fost acuzat pe nedrept că practică vivisecția umană.
La rându-i, Falloppio, ca și Ambroise Paré, critică intervențiile din domeniul chirurgiei plastice (cum ar fi rhinoplastia) ale lui Gasparo Tagliacozzi, considerându-le un amestec acolo unde intervenise voința divină (!). În urma unor astfel de critici, astfel de operații au fost lăsate pe seama chirurgilor ambulanți. Au trebuit să treacă secole pentru ca Johann Friedrich Dieffenbach să le reintroducă în practica chirurgicală.

### Scrieri
- Observationes anatomicae - Veneția, 1561: celebrele sale studii și observații anatomice;
- De morbo Gallico - Veneția, 1564: problematica sifilisului (denumit și "morbul galic");
- Opera omnia - Veneția, 1584: publicarea postumă a multora din contribuțiile sale.